# Associació de Dones Periodistes de Catalunya
L'Associació de Dones Periodistes de Catalunya (ADPC) és una associació professional d'àmbit català que agrupa a dones que treballen en els mitjans de comunicació. i cerca el reconeixement de la igualtat professional de les periodistes.
L'APDC ha estat la primera associació de dones periodistes de tot l'Estat espanyol, des que va aprovar els seus Estatuts el juny de 1992.

## Objectius
Entre els objectius de l'ADPC es trobenː
- la millora de la situació professional de les periodistes.
- l'organització de trobades i activitats dirigides al coneixement i la defensa dels seus drets en l'àmbit professional.
- la difusió d'aquells fets i esdeveniments que afectin la dona en l'àmbit de la comunicació social, per tal de coordinar respostes.
- la creació de vincles amb altres associacions/entitats amb finalitats similars, en l'àmbit de l'Estat i internacional.
- la difusió de les conclusions de les trobades a les institucions amb responsabilitat específica i a l'opinió pública.
- l'edició d'un butlletí i/o revista per a informar de les activitats de l'Associació i d'altres temes sobres les dones i els mitjans de comunicació.
- el foment de l'interès de les dones periodistes per accedir a càrrecs de responsabilitat.

## Vinculacions
L'ADPC, que es creà en el si del Col·legi de Periodistes de Catalunya està vinculada a la Xarxa Europea de Dones Periodistes, en la fundació de la qual va col·laborar i de la qual forma part des de 1993. Manté contactes amb altres xarxes de periodistes d'Europa i amb associacions de dones periodistes de França, Alemanya, Anglaterra i Itàlia. Des de l'any 2005 és membre fundadora de la Xarxa Internacional de Dones Periodistes i Comunicadores.

## Premis que concedeix
L'Associació de Dones Periodistes de Catalunya (ADPC) des del 1993 fa entrega dels Premis de Comunicació no Sexista, que fins al 2007 es van denominar Premis Periodístics Lliris, Cards i Rosa del Desert i premiaven aquells periodistes o espais mediàtics que treballen a favor de la igualtat o donaven un toc d'atenció als que invisibilitzen les accions protagonitzades per dones o donen una visió degradant.
Des del 2015, en què es va crear, concedeix el Premi Margarita Rivière al rigor periodístic amb visió de gènere, en memòria de la coneguda periodista barcelonina Margarita Rivière Martí (Barcelona, 1944-2015). Aquest Premi te com a objectiu reconèixer la feina d'excel·lència periodística d'un/a periodista que hagi destacat pel seu rigor, independència i visió de gènere.

### Premis de Comunicació no Sexista. Guardonats

#### Antics Premis Lliri, Card i Rosa del Desert
| Any  | Premi Lliri                                                                 | Premi Card                                                           | Premi Rosa del Desert           |
| ---- | --------------------------------------------------------------------------- | -------------------------------------------------------------------- | ------------------------------- |
| 1993 | Joan Barril                                                                 | Luís del Olmo                                                        |                                 |
| 1994 | Iñaki Gabilondo                                                             | Mikimoto                                                             |                                 |
| 1995 | Josep Vicent Marqués                                                        | Alfonso Arús                                                         |                                 |
| 1996 | Línea 900                                                                   | Pepe Navarro                                                         |                                 |
| 1997 | Antonio Fraguas de Pablo                                                    | Directors diaris                                                     |                                 |
| 1998 | La 2 Noticias                                                               | Espots publicitaris                                                  |                                 |
| 1999 | Kim Manresa                                                                 | Xavier Sardà                                                         | Rosa Murià i Anna Martínez Sagi |
| 2000 | Manuel Vázquez Montalbán                                                    | Ferran Monegal                                                       | Carmen Alcalde                  |
| 2001 | 30 minuts                                                                   | Francisco Umbral                                                     | Francina Boris                  |
| 2002 | Ignasi Riera                                                                | Ramon Colom                                                          | Marina Bru                      |
| 2003 | Carles Francino                                                             | Andreu Buenafuente                                                   | Núria Pompeia                   |
| 2004 | Josep Cuní                                                                  | Salvador Sostres                                                     | Montserrat Nebot Roig           |
| 2005 | Juan José Millás Campanya de Dove Magazine de La Vanguardia El País Semanal | Toni Soler Programes del cor                                         | Teresa Rubio                    |
| 2006 | Ramon Pellicer Revista Yo Dona LaMalla.cat                                  | Àgora del Canal 33 Campanya publicitària de Corporació Dermoestética | Sara Masó                       |
| 2007 | La Sexta ADN Guionistes El Cor de la Ciutat                                 | Programació de Catalunya Ràdio Programació de COMRàdio               | Lidia Falcón                    |

#### Premis de Comunicació no Sexista[12]
| Any  | Premi bones pràctiques en comunicació no sexista | Premi males pràctiques en comunicació no sexista | Premi a la trajectòria periodística |
| ---- | --- | --- | ----------------------------------- |
| 2008 | Diari AVUI Diari 20 minutos Diari Público Maricel Chavarría, La Vanguardia Revista El Masnou Viu, de l'Ajuntament del Masnou NombraEnRed, Comisión Asesora sobre el Lenguaje. Instituto de la Mujer | Revista Interviú Programa El Larguero de la Cadena SER | Roser Bofill                        |
| 2009 | Diari Público Revista Elle Milagros Pérez Oliva Dones en xarxa Programa El Club, TV3 Programa La Tarda de BTV Programa Angles de la Xarxa Audiovisual Local Regidoria de Polítiques de Gènere i Usos del Temps, Ajuntament de Terrassa Secretaria General de l'Esport i Unió de Federacions Esportives de Catalunya | Club Harley Butts Bike Rally de Lloret de Mar Revista Alba | Colita                              |
| 2010 | Júlia Otero Pérez, Onda Cero Miquel Molina, La Vanguardia Eduard Sanjuán, TV3 Remedios Zafra Alcaraz Col·legi Periodistes de Lleida i l'Ajuntament de Lleida Diari El Periódico de Catalunya Programa Dones, Televisió de Girona Departament d'Interior, Relacions Institucionals i Participació de la Generalitat de Catalunya | Diari Sport Diari El Mundo Deportivo | Margarita Rivière                   |
| 2011 | Pilar Rahola i Martínez Ángeles Caso Victòria Palma Canal Mujer del diari Expansión Campanya Mou-te per la igualtat, d'Ajuda en Acció Iniciativa Mujeres reales. Soy real... y me gusta, revista Mia Àrea de Benestar i Ciutadania, Ajuntament de Sant Boi de Llobregat Programa Polònia, TV3 i Minoria Absoluta | Secció Balón Rosa, diari Sport | Myriam Josa Campoamor               |
| 2012 | Laura Freixas Revuelta Web Ets el que menges Programa Tendències, Xarxa Audiovisual Local Charo Nogueira i Rebeca Naranjo, digital Elpais.es Revista Duoda, Universitat de Barcelona Equip de recerca Prensa para mujeres o el discurso de lo privado: el caso HYMSA, Universitat Autònoma de Barcelona | Manel Fuentes, El matí de Catalunya Ràdio Jordi Basté, El món a Rac1 | Montserrat Minobis i Puntonet       |
| 2013 | Sílvia Còppulo i Martínez Marta María Pastor Espai Pioneres catalanes, Matins en Xarxa, Eva Corbacho Cristina Puig i Vilardell Celeste López Revista Trabajadora, CCOO Fundació Isonomia, Universitat Jaume I Web MasBasquet | Programa En guàrdia!, Catalunya Ràdio | Pilar Aymerich i Puig               |
| 2014 | Cristina Sánchez i Miret Elisabet Puigdollers i Mas Pikara Magazine, Bilbao Web Ella y el abanico, Montse Roura Pilar López Díez Isaías Lafuente Programa Dones Marca Agenda digital Surtdecasa | Diari El Segre Diari La Mañana Associació de Mitjans d'Informació i Comunicació Associació Catalana de la Premsa Comarcal                                                                             | Elvira Altés i Rufias               |
| 2015 | Montserrat Boix Piqué María José Bueno Márquez Juan Mora Estrella Montolio Mònica Planas i Callol Cristina Sen Secció Micromachismos, El Diario, Ana Requena Documental Els internats de la por, TV3, Montserrat Armengou i Ricard Belis | Joaquin Luna | Núria Ribó                          |
| 2016 | Mònica Bernabé Fernández Gervasio Sánchez Fernández Mabel Lozano Marc Giró i Costa Eulàlia Lledó i Cunill Barbijaputa Exposició Por una vida sin malos tratos, Instituto Quevedo del Humor-Fundación, Universitat d'Alcalá Programa Les mil i una nits, Catalunya Ràdio, Maria de la Pau Janer i Mulet Diari Ara | Diari El Periódico de Catalunya Diari El Mundo | Rosa Maria Calaf Solé               |
| 2017 | Xavier Graset i Forasté Magazine digital Catorze, Eva Piquer i Vinent Programa La Script, Cadena SER, María Guerra i Pepa Blanes Programa Mujeres con historia, Onda Cero, Silvia Casasola Revista digital Con la A, Asociación con la A Iniciativa #OnSónLesDones, Elena Fonts i Berta Florés Edició espanyola del digital El HuffPost, Carlota Ramírez Publicació Soberanía Alimentaria Fina Birulés i Bertran, Universitat de Barcelona                                                                                      | Programa Això no és un trio, TV3, Àngels Molina | Gemma Nierga i Barris               |
| 2018 | Programa Feminismes, Marisol Soto Romero i Olga Rodríguez, Ràdio 4 Programa Gente despierta, Carles Mesa, Radio Nacional de España Programa El Objetivo, La Sexta, Ana Pastor García Moviment @MujeresRTVE Carme Valls i Llobet Ana Bernal-Triviño Cristina Fallarás Sánchez Raquel Córcoles Exposició D'ONES (R)evolució de les dones en la música, Helena Morén Alegret Gemma Herrero | Programa El Hormiguero, Pablo Motos, Antena 3 Programa El Transistor, José Ramón de la Morena, Onda Cero                                                                                              | Carmen Sarmiento                    |
| 2019 | Magda Bandera Programa Popap, Mariola Dinarès i Quera, Catalunya Ràdio Universitat d'estiu de les dones, Ajuntament de Cornellà de Llobregat i Universitat de Barcelona Natza Farré i Maduell Emma Riverola Monogràfic En mans de dones, Fet a Tarragona Secció Mujer tenía que ser, Sandra Sabatés i Carmen Aguilera, programa El Intermedio, La Sexta Marta Segarra María Escario | Violents a les xarxes socials | Maria Dolors Genovès                |
| 2020 | Txell Feixas i Torras Web Feminicidio.net, Graciela Atencio Karma Peiró Col·lectiu StorydataBcn (Carina Bellver, Sílvia Galilea, Eli Vivas i Laia Brufau) Teresa Torns Martín Lucía Artazcoz | Mentides i assetjament masclista a les xarxes socials Programa Especial Barça en crisi, TV3, Xavier Valls                                                                                             | Rosa María Artal                    |
| 2021 | Les dones i els dies, Catalunya Ràdio, Montse Virgili Laia Mestre, reportatge "Som diferents? El biaix de gènere assistencial entre homes i dones" Anna Surinyach, revista 5W Documentals Condenadas en Gaza, de Beatriz Lecumberri i Anna Alba, i Encara hi ha algú al bosc, de Teresa Turiera-Puigbò i Erol Ileri Podcast Lila, de Marta Palencia-Lefler i Silvia Aranda Revista La Poderío – Feminismo Andaluz Judith Astelarra                                                                                              | | Soledat Balaguer                    |
| 2022 | Ana Valiño (fotoperiodisme) Rosa Badia (ràdio) Imma Merino (crítica de cinema amb mirada feminista) Open Data Barcelona de Lourdes Muñoz (tractament de dades de manera inclusiva) Patricia Simón (reporterisme en drets humans i feminisme) Maribel Álvarez Maldito feminismo, digital Maldita.es, a Ana Gómez (detecció notícies falses) | Corporació Catalana de Mitjans Audiovisuals Los 40 Principales | María Dolores Masana                |
| 2023 | Roser Vilallonga, fotoperiodisme Pilar Goñi Garriga, periodisme comarcal María Jesús Izquierdo Benito, rigor Acadèmic Rosa Cervantes, periodista i conductora de l’espai “Con ellas. Mujeres que cuentan” a Radio 5. Danae Boronat, visibilització del futbol femení EFEMINISTA, el portal d’igualtat de l'agència EFE liderat per Macarena Baena Mapi León, Patri Guijarro i Alexia Putellas del FC Barcelona, lluita per la dignitat esportiva . Carmen Domingo, opinió Paloma del Río, difusió televisiva de l’esport femení | Federació Espanyola de Futbol pel cas Rubiales Govern de l’Iran, per haver empresonat a la reportera Elaheh Mohammadi i a la fotògrafa i Niloofar Hamedi per haver informat de la mort de Jina Amini. | María Eugenia Ibáñez,               |

#### Premi Margarita Rivière[12]
| Any  | Guardonada                 |
| ---- | -------------------------- |
| 2015 | Milagros Pérez Oliva       |
| 2016 | Soledad Gallego-Díaz       |
| 2017 | Olga Viza López            |
| 2018 | Rosa María Mateo Isasi     |
| 2019 | Pilar Aimerich i Puig      |
| 2020 | Neus Bonet Bagant          |
| 2021 | Concita de Gregorio Borràs |
| 2022 | Almudena Ariza             |
| 2023 | Maruja Torres Manzanera    |